# Legion Murmański
Legion Murmański (ros. Мурманский легион, fi Muurmannin legioona, ang. Murmansk Legion) – ochotnicza formacja wojskowa złożona z byłych czerwonych Finów podczas wojny domowej w Rosji.
Został sformowany przez Brytyjczyków 7 czerwca 1918 r. w rejonie Kandałakszy w północnej Rosji. Miał walczyć z Niemcami. W jego skład weszli Finowie z Czerwonej Gwardii, którzy zbiegli z Finlandii po przegranej w fińskiej wojnie domowej. Na czele Legionu stanął Verner Lehtimäki, zaś funkcję politycznego doradcy objął Oskari Tokoi. Liczebność formacji wynosiła początkowo ok. 900 ludzi, osiągając w 1919 r. ok. 1,4 tys.
Po minięciu niebezpieczeństwa niemieckiej ofensywy w tej części Rosji Legion stracił rację bytu. Ponadto fińscy czerwonogwardziści nie chcieli walczyć z rosyjskimi bolszewikami, w wyniku czego na pocz. 1919 r. doszło do rozłamu w Legionie. Część legionistów na czele z Oskari Tokoiem zamierzała złożyć broń i powrócić do ojczyzny, zaś pozostali z Vernerem Lehtimäkim chcieli zaatakować brytyjskie oddziały interwencyjne. Brytyjczycy rozpoczęli rozmowy z dowództwem Legionu w sprawie rozbrojenia. Podobne rozmowy toczyli jednocześnie z władzami Finlandii i Kanady. Fiński rząd zgodził się przyjąć tych legionistów, którzy nie uczestniczyli w wojnie domowej. W rezultacie we wrześniu 1919 r. nieduża część Finów powróciła do ojczyzny. Pozostali udali się do Kanady. Około 30 legionistów pozostało w Rosji, tworząc bolszewicki oddział partyzancki.